# Auerbach (Oberösterreich)
Auerbach ist eine Gemeinde in Oberösterreich im Bezirk Braunau am Inn im Innviertel mit 832 Einwohnern (Stand 1. Jänner 2024). Der zuständige Gerichtsbezirk ist der Gerichtsbezirk Mattighofen.

## Geografie
Auerbach liegt auf 488 m Höhe im Innviertel. Die Ausdehnung beträgt von Nord nach Süd 4,3 km, von West nach Ost 5 km. Das Gemeindegebiet wird von Süden nach Norden vom Engelbach und im Westen vom Kirchberger Bach durchflossen und steigt nach Osten und Westen zu bewaldeten Hügeln an. Direkt im Ort entspringt der kleine Auerbach, der weiter nördlich sowie der Kirchberger Bach in den Engelbach mündet. Rund sechzig Prozent der Fläche von elf Quadratkilometer werden landwirtschaftlich genutzt, ein Drittel ist bewaldet.

### Gemeindegliederung
Das Gemeindegebiet umfasst folgende 11 Ortschaften (in Klammern Einwohnerzahl Stand 1. Jänner 2024):
- Au (26)
- Auerbach (322)
- Holz (124)
- Höring (66)
- Oberirnprechting (123)
- Oberkling (25)
- Riensberg (12)
- Rietzing (5)
- Unterirnprechting (109)
- Unterkling (5)
- Wimpassing (15)

Die Gemeinde besteht aus den Katastralgemeinden Auerbach und Irnprechting.

### Nachbargemeinden
|                             | Pischelsdorf am Engelbach                   |            |
| Feldkirchen bei Mattighofen | Kompassrose, die auf Nachbargemeinden zeigt | Pfaffstätt |
|                             | Kirchberg bei Mattighofen                   |            |

## Geschichte
In Auerbach wurden fünf Gräber auf dem Siedelberg entdeckt, in denen ein Bronzedolch mit Scheide und ein Tongefäß gefunden wurden. In dem daran östlich anschließenden Gemeindegebiet von Pfaffstätten wurden Reste einer keltischen Burg gefunden.
Aus der Zeit 15 vor Christus ist bekannt, dass römische Legionen unter Kaiser Augustus in der Gegend von Auerbach waren. Es wird auch von einem Fund einer römischen Säule bei Höring berichtet, die allerdings heute nicht mehr auffindbar ist. Um 375 drang das asiatische Volk der Hunnen ein und zerstörte Häuser und Festungen der Römer.
Danach wurde das Land erst wieder um 500 von den Bajuwaren besiedelt.
Die erste urkundliche Erwähnung datiert vom 10. Mai 868. In einem Vertrag wird berichtet, dass der Passauer Bischof Ermenrich die Güter von Auerbach gegen jene in Antiesenhofen tauschte.
Seit Gründung des Herzogtums Bayern war der Ort bis 1779 bayrisch und kam nach dem Frieden von Teschen mit dem Innviertel (damals 'Innbaiern') zu Österreich. Während der Napoleonischen Kriege wieder kurz bayrisch, gehört er seit 1814 endgültig zu Oberösterreich. Nach dem Anschluss Österreichs an das Deutsche Reich am 13. März 1938 gehörte der Ort zum „Gau Oberdonau“. Nach 1945 erfolgte die Wiederherstellung Oberösterreichs.

### Einwohnerentwicklung
1991 hatte die Gemeinde laut Volkszählung 498 Einwohner, 2001 dann 504 Einwohner. Trotz einer leicht negativen Wanderungsbilanz stieg die Bevölkerungszahl wegen einer positiven Geburtenbilanz auf 525 Personen im Jahr 2011 und weiter auf 661 im Jahr 2020.

## Kultur und Sehenswürdigkeiten

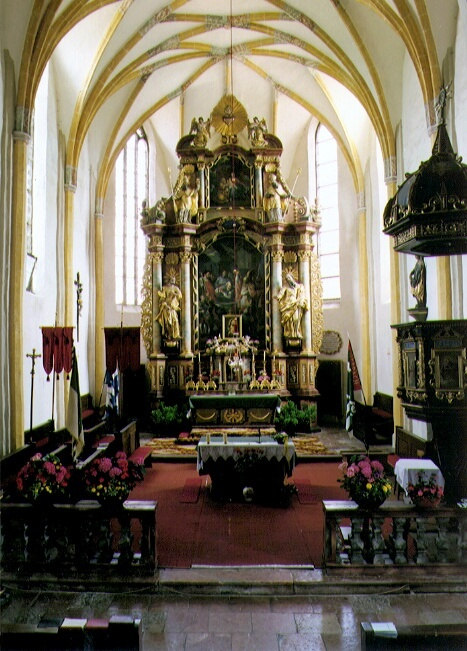
Innenansicht der Kirche Auerbach.

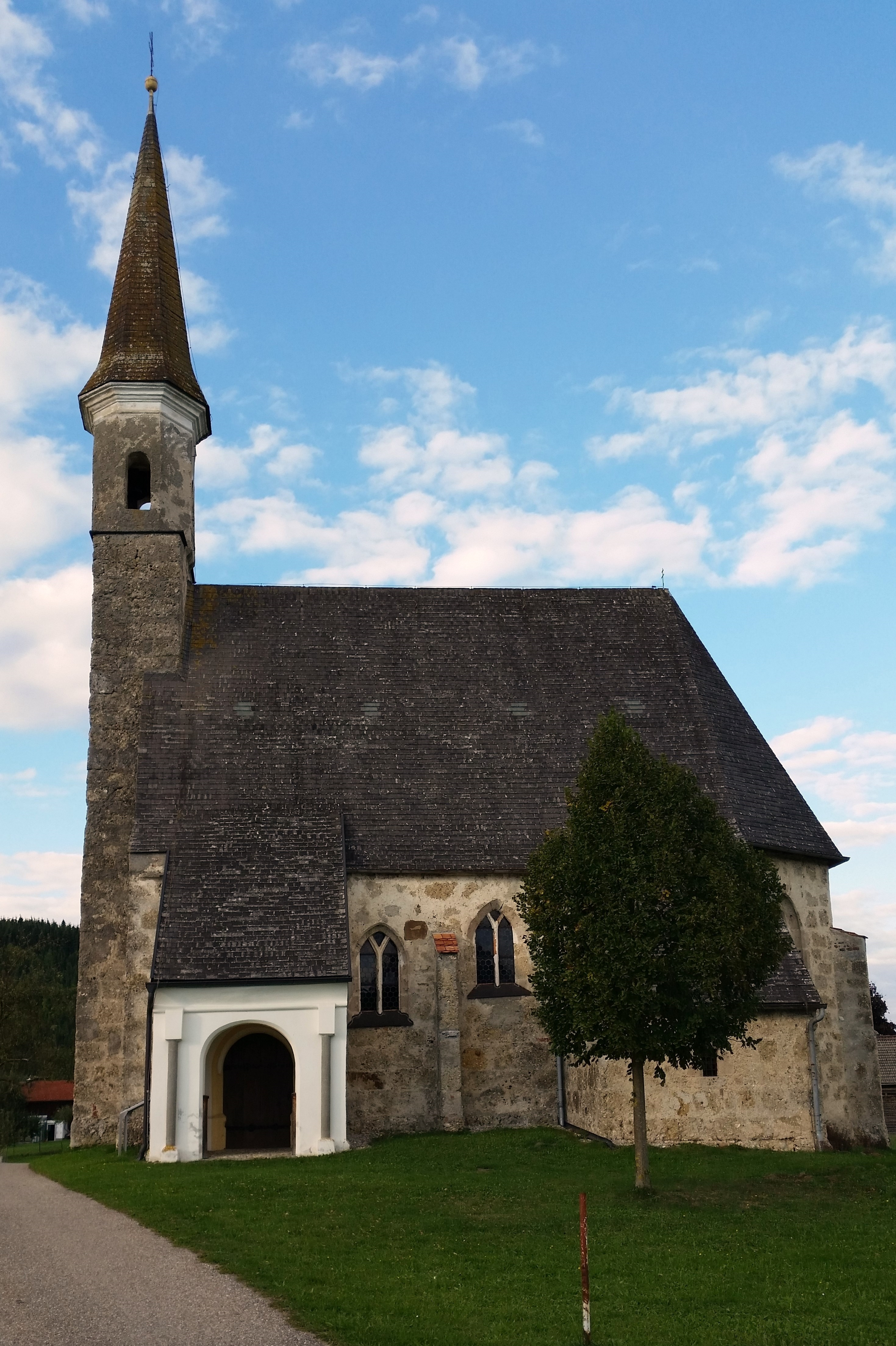
Filialkirche hl. Stephan in Höring.

- Pfarrkirche Auerbach
- Filialkirche Höring

## Wirtschaft und Infrastruktur

### Wirtschaftssektoren, Arbeitsplätze
Auerbach ist eine landwirtschaftlich geprägte Gemeinde, obwohl die Anzahl der Vollerwerbsbauern abnimmt. Gab es 1999 noch 19 Haupterwerbsbetriebe, so waren es 2010 nur noch 15. Diese bewirtschafteten zwei Drittel der Flächen. Achtzehn der 25 Beschäftigten des Produktionssektors arbeiteten im Bereich Warenherstellung. Im Dienstleistungssektor waren dreißig Menschen beschäftigt (Stand 2011).

### Berufspendler
Im Jahr 2011 lebten fast 300 Erwerbstätige in Auerbach. Davon arbeiteten 56 in der Gemeinde, achtzig Prozent pendelten aus.

## Politik
Der Gemeinderat hat 13 Mitglieder.
- Mit den Gemeinderats- und Bürgermeisterwahlen in Oberösterreich 1997 hatte der Gemeinderat folgende Verteilung: 10 ÖVP, 2 FPÖ und 1 SPÖ.
- Mit den Gemeinderats- und Bürgermeisterwahlen in Oberösterreich 2003 hatte der Gemeinderat folgende Verteilung: 10 ÖVP, 2 SPÖ  und 1 FPÖ.
- Mit den Gemeinderats- und Bürgermeisterwahlen in Oberösterreich 2009 hatte der Gemeinderat folgende Verteilung: 8 ÖVP, 4 FPÖ und 1 SPÖ.
- Mit den Gemeinderats- und Bürgermeisterwahlen in Oberösterreich 2015 hatte der Gemeinderat folgende Verteilung: 7 ÖVP, 5 FPÖ und 1 SPÖ.
- Mit den Gemeinderats- und Bürgermeisterwahlen in Oberösterreich 2021 hat der Gemeinderat folgende Verteilung: 7 ÖVP, 4 FPÖ und 2 NEOS.[9]

### Bürgermeister
- 2002–2021 Friedrich Pommer (ÖVP)[10] (Ehrenbürgerschaft 2022[11])
- seit 2021 Josef Leopold Seidl (ÖVP)

### Wappen
Blasonierung: In Blau über einem silbernen Zwillings-Wellenbalken eine silberne, schwimmende Ente mit goldenem Bein und goldenem Schnabel, der eine silberne Hostie mit den Buchstaben IHS hält. Gemeindefarben: Grün-Gelb-Schwarz.

## Söhne und Töchter der Gemeinde
- Gustav Streicher (1873–1915), österreichischer Dramatiker und Schriftsteller